# Hadena syrrudis
Hadena syrrudis är en fjärilsart som beskrevs av Paul Dognin 1914. Hadena syrrudis ingår i släktet Hadena och familjen nattflyn. Inga underarter finns listade i Catalogue of Life.